# الکساندر کاپلینکو
الکساندر کاپلینکو (اوکراینی: Олександр Максимович Каплієнко؛ زادهٔ ۷ مارس ۱۹۹۶) بازیکن فوتبال اهل اوکراین است.
از باشگاه‌هایی که در آن بازی کرده‌است می‌توان به باشگاه فوتبال متالورگ زاپروژیا، باشگاه فوتبال متالیست خارکوف، باشگاه فوتبال تورپدو مسکو، باشگاه فوتبال چورنومورتس اودسا، باشگاه فوتبال دینامو تفلیس، و باشگاه فوتبال آلانیا اسپور اشاره کرد.
وی همچنین در تیم‌های ملی فوتبال Ukraine national under-17 football team, Ukraine national under-18 football team, Ukraine national under-19 football team، و زیر ۲۰ سال اوکراین بازی کرده‌است.